# Офра Хаза
Офра Хаза (хебр. עפרה חזה; Тел Авив, 19. новембар 1957 — Рамат Ган, 23. фебруар 2000) била је израелска певачица, пореклом из Јемена из породице јеменских Јевреја, која је стекла велику популарност у Израелу и целом свету. Певала је песме које су комбиновале поп музику и традиционалну музику јеменских Јевреја. Њен глас се може описати као изузетно чист и виртуозни мецосопран.
Рођена је у сиромашној породици имиграната. Првобитно је наступала са позоришном групом у четврти Хатиква на југу Тел Авива. У каријери је издала 16 плоча које су достигле златни или платинасти тираж. Певала је на хебрејском, арапском, арамејском, енглеском, шпанском и другим језицима.
Године 1983, наступала је на такмичењу за Песму Евровизије и освојила друго место са песмом Chai, што је лансирало њену међународну каријеру. Песма Im Nin'alu из 1988. постала је велики међународни хит. Албум Kyria из 1992. био је номинован за награду Греми. Певала је песму Избави нас у анимираном филму Принц Египта на укупно 17 језика (за музичке матрице намењене различитим земљама).
Наступала је на додели Нобелове награде за мир 1994. Јицаку Рабину.
Умрла је од упале плућа, која је била отежана инфекцијом ХИВ-ом, фебруара 2000. Њена породица никада није потврдила овај узрок смрти.

## Дискографија
- 1974 — Ahava Rishona (у сарадњи са групом театра Хатиква)
- 1976 — Ve-jutz Mizeh Hakol Beseder (у сарадњи са групом театра Хатиква)
- 1977 — Atik Noshan (у сарадњи са групом театра Хатиква)
- 1979 — Shir HaShirim Besha'ashu'im (у сарадњи са групом театра Хатиква)
- 1980 —
- 1981 —
- 1982 —
- 1982 —
- 1983 —
- 1983 —
- 1984 —
- 1984 —
- 1985 —
- 1985 —
- 1986 —
- 1987 —
- 1987 — Album HaZahav (Златни албум)
- 1988 —
- 1988 —
- 1988 —
- 1989 —
- 1992 —
- 1993 —
- 1994 —
- 1995 —
- 1997 —
- 1998 — На џез фестивалу у Монтреу (уживо 1990)
- 2000 — Највећи хитови 1
- 2001 —
- 2004 — Највећи хитови 2